# Aurica (Vorname)
Aurica ist ein weiblicher Vorname.

## Herkunft und Bedeutung
Der Name ist die rumänische Verkleinerungsform von Aurelia.

## Bekannte Namensträgerinnen
- Aurica Bărăscu (* 1974), rumänische Ruderin
- Aurica Buia (* 1970), rumänische Marathonläuferin